# Il meglio dello Zecchino d'Oro
Il meglio dello Zecchino d'Oro è una compilation realizzata dall'Antoniano per festeggiare le 60 edizioni del celebre festival. Quasi tutti i brani sono cantati dal Piccolo Coro con i solisti televisivi originali. Fanno eccezione Annibale, interpretato solo dai bambini del Coro e Mille voci una voce, interpretato assieme a Marco Fanti, uno degli ex componenti del Piccolo Coro.
La compilation si compone di 3 CD ognuno contenente 20 brani ciascuno.

## Tracce

### CD 1
1. Il pulcino ballerino (F. Maresca/M. Pagano)
2. Dagli una spinta (Danpa, Pinchi/N. Casiroli)
3. Popoff (A. Benassi/P. Gualdi, M. Pagano)
4. Quarantaquattro gatti (G. Casarini)
5. Il valzer del moscerino (L. Zanin/A. Della Giustina)
6. Il torero Camomillo (F. Maresca/M. Pagano)
7. Volevo un gatto nero (F. Maresca, A. Soricillo/M. Pagano)
8. Il caffè della Peppina (T. Martucci/A. Anelli)
9. La sveglia birichina (L. Beretta, G. Cadile/F. e M. Reitano)
10. Gugù, bambino dell'età della pietra (C. E. Trapani/A. Martelli)
11. Per me cantare è un gioco
12. Annibale (S. Righi, S. Rota)
13. Mille voci una voce
14. Cane e gatto (F. Rinaldi)
15. L'ocona sgangherona (F. Concato)
16. Nonno superman (S. De Pasquale)
17. Né bianco né nero (A. e F. Testa)
18. Bambinissimi papà (L. Banfi/A. Martelli)
19. Il coccodrillo come fa? (O. Avogadro/P. Massara)
20. Goccia dopo goccia (E. Di Stefano/G. Fasano)

### CD 2
1. Metti la canottiera (V. Pallavicini/P. Massara)
2. Samurai
3. Il sole verrà
4. Il katalicammello (G. Fasano, G. Grottoli, A. Vaschetti)
5. Caro Gesù ti scrivo (M. Piccoli)
6. Coccole! (M. Pipino)
7. La mia bidella Candida (G. Pendini)
8. I gol di Zè
9. Il cuoco pasticcione (M. Manasse/M. Mojana)
10. Il topo con gli occhiali (V. Sessa Vitali/R. Pareti)
11. Il singhiozzo (M. F. Polli/G. Fasano)
12. L'amico dei perché
13. Lo stelliere (E. Bennato, O. Della Libera, G. Magurno)
14. Per un amico (C. Farina, M. Iardella)
15. Se ci credi anche tu
16. Le tagliatelle di nonna Pina (G. M. Gualandi)
17. Crock, Shock, Brock, Clock (F. Palaferri/S. Merlo)
18. Il cielo di Beirut
19. Il pianeta Grabov (G. Gotti/D. Battaglia)
20. Il gatto puzzolone (F. Padovano, C. Minellono/A. Nidi)

### CD 3
1. Il pistolero (S. Russo)
2. Wolfango Amedeo (V. Sessa Vitali/G. Fasano)
3. La torta di pere e cioccolato (M. Gardini/G. P. Fontana, R. De Luca)
4. Ma che mondo l'acquario (G. Fasano, G. Grottoli, A. Vaschetti)
5. Il tortellino (T. Di Tullio, A. Visintainer)
6. Le piccole cose belle (L. Saccol)
7. Pigiama Party
8. Messer Galileo (M. Iardella)
9. Forza Gesù (R. Martirano)
10. Un topolino, un gatto e... un grande papà (M. Amoroso)
11. Un punto di vista strambo (F. Conforti)
12. Regalerò un sogno
13. Il mio nasino (S. Iodice/P. Braggi)
14. Quello che mi aspetto da te (G. M. Gualandi)
15. Due nonni innamorati (M. F. Polli/M. Iardella)
16. Il cuore del re (F. Conforti)
17. Il domani (G. Grottoli, A. Vaschetti, A. Visintainer)
18. Prendi un'emozione (L. Saccol)
19. Kyro (E. Di Stefano/M. Iardella)
20. Quel bulletto del carciofo (S. Riffaldi/G. De Rosa)

## Classifiche di fine anno
| Classifica (2023) | Posizione |
| ----------------- | --------- |
| Italia            | 100       |